# Marquesado de Buenavista
El marquesado de Buenavista es un título nobiliario español concedido por el rey Carlos II a Martín Rodríguez de Medina y Morel, caballero de la Orden de Santiago, el 8 de marzo de 1688 por real decreto y el 25 de octubre del mismo año por real despacho.
Este título fue rehabilitado en 1916 por José Luis de Medina y Carvajal, hijo de Manuel Medina y Garvey, IX conde de Mejorada, IV marqués de Esquivel y de su esposa María del Pilar de Carvajal y Hurtado de Mendoza.

## Marqueses de Buenavista
|                                 | Titular                                                     | Periodo                |
| Creación por Carlos II          | Creación por Carlos II                                      | Creación por Carlos II |
| ------------------------------- | ----------------------------------------------------------- | ---------------------- |
| I                               | Martín Rodríguez de Medina y Morel                          | 1688 - ¿?              |
| Rehabilitación por Alfonso XIII |                                                             |                        |
| V                               | José Luis de Medina y Carvajal                              | 1916 - 1944            |
| VI                              | José Luis de Medina y Carvajal - Reyes Dávila Ponce de León | 1944 - 2009            |
| VII                             | José Luis Medina y del Río                                  | 2014 - presente        |

## Historia de los marqueses de Buenavista
Sus titulares fueron:
- Martín Rodríguez de Medina y Morel, I marqués de Buenavista.

- José Luis de Medina y Carvajal (1906 - 1944), V marqués de Buenavista.

Casó con María Luisa Dávila Ponce de León y Benito de Blanes. Le sucedió, en 1944, su hijo:
- José Luis Medina y Dávila-Ponce de León (1935 - 2012), VI marqués de Buenavista.

Casó con Begoña del Río y Zuloaga. Le sucedió, en 2014:
- José Luis Medina y del Río, VII marqués de Buenavista.